# Route nationale 157
Die Route nationale 157, kurz N 157 oder RN 157, ist eine französische Nationalstraße.
Sie wurde 1824 zwischen Blois und Laval festgelegt. Ihre Gesamtlänge betrug 175 Kilometer. 1949 erfolgte eine Verlaufsänderung für die Nationalstraße 12. Dadurch wurde die N 157 über Laval hinaus bis Rennes verlängert. Ihre Gesamtlänge stieg auf 245 Kilometer. 1973 wurde der Abschnitt zwischen Blois und Épuisay abgestuft und die N 157 stattdessen nach Orléans geführt. Sie setzte sich dann aus diesen Teilen zusammen:
- N 155 Orléans - Ormes
- N 826 Ormes - Épuisay
- N 157 Épuisay - Rennes

2006 erfolgte die Abstufung zwischen Orléans und La Gravelle. Zwischen La Gravelle und Rennes wurde sie zur Schnellstraße ausgebaut und dient als Verlängerung der Autobahn 81, in die sie nach künftigem Ausbau (Inbetriebnahme bis 2020 geplant) umgewidmet werden soll. Der Verlauf des gegenwärtigen Schnellstraßenabschnittes der N 157 ist in der Infobox der Autobahn 81 zu finden.

## Streckenverlauf
| Position | höchste zulässige Gesamtgeschwindigkeit | Fahrbahnen | km | Typ                          | Abschnitt                                            | Längengrad | Breitengrad |
| -------- | --------------------------------------- | ---------- | -- | ---------------------------- | ---------------------------------------------------- | ---------- | ----------- |
| 1        | 110                                     | 2          |    | Beginn der Autobahn          | A 81 La Gravelle                                     | 48.0829    | −1.0378     |
| 2        | 110                                     | 2          |    | Raststätten                  | Erbrée//Mondevert                                    | 48.0897    | −1.0985     |
| 3        | 110                                     | 2          |    | Vollständige Anschlussstelle | Vitré (süd)                                          | 48.0715    | −1.1989     |
| 4        | 110                                     | 2          |    | Vollständige Anschlussstelle | Cornillé                                             | 48.0751    | −1.2689     |
| 5        | 110                                     | 2          |    | Vollständige Anschlussstelle | Châteaubourg                                         | 48.1000    | −1.4192     |
| 6        | 110                                     | 2          |    | Vollständige Anschlussstelle | Brécé-Le Coq Rouge                                   | 48.1036    | −1.4652     |
| 7        | 110                                     | 2          |    | Vollständige Anschlussstelle | Brécé                                                | 48.1029    | −1.4872     |
| 8        | 110                                     | 2          | 36 | Radargerät in einer Richtung |                                                      |            |             |
| 9        | 110                                     | 2          |    | Vollständige Anschlussstelle | Noyal-sur-Vilaine                                    | 48.1100    | −1.5331     |
| 10       | 110                                     | 2          |    | Ende der Autobahn            | N 136 Rocade sud de Rennes - Porte de la Rigourdière | 48.1156    | −1.5705     |